# Нектарије I Јерусалимски
Нектаријe I Јерусалимски (грч. Νεκταριος Ιεροσολυμων; 1602-1676) - јерусалимски патријарх у периоду од 1661-1669, који је у овом својству учествовао у истрази сукоба између цара Алексеја Михаиловича и патријарха Никона.
За разлику од других источних патријараха, који су деловали да би угодили краљу, Нектарије је настојао да стоји на основама правде и непристрасности, али је, као човек се мало енергије и болестан, слабо и споро бранио своје мишљење у одбрани патријарха Никона. Нектарије је одбијао више пута позиве руске владе да лично дође у Москву и обраћао им се само писмима. У својим порукама, Нектарије је отворено осудио ласкавце који су оклеветали Никона пред царем, и саветовао овог последњег да се помири са својим бившим пријатељем.
Нектаријева заслуга је што је отворио очи московској влади на личност Пајсија Лигарида.
Никтарије се никада није понизио да моли за милостињу и одлучно је одбио да игра улогу заступника Русије у Палестини. Аутор је полемичког дела против Латина „Περι της αρχης του παπα” („О примату папе”), у коме је сабрао све што су говорили писци источне цркве у побијању овог првенства. Објавио га је 1682. године у Јашију његов наследник Доситеј.
Захваљујући Нектаријевим напорима, 1662. године у Холандији је објављено „Православно исповедање вере” на грчком, које је саставио Петар Могила, а одобрили су источни патријарси 1643. године.